# Cineplex Kristallpalast Dresden

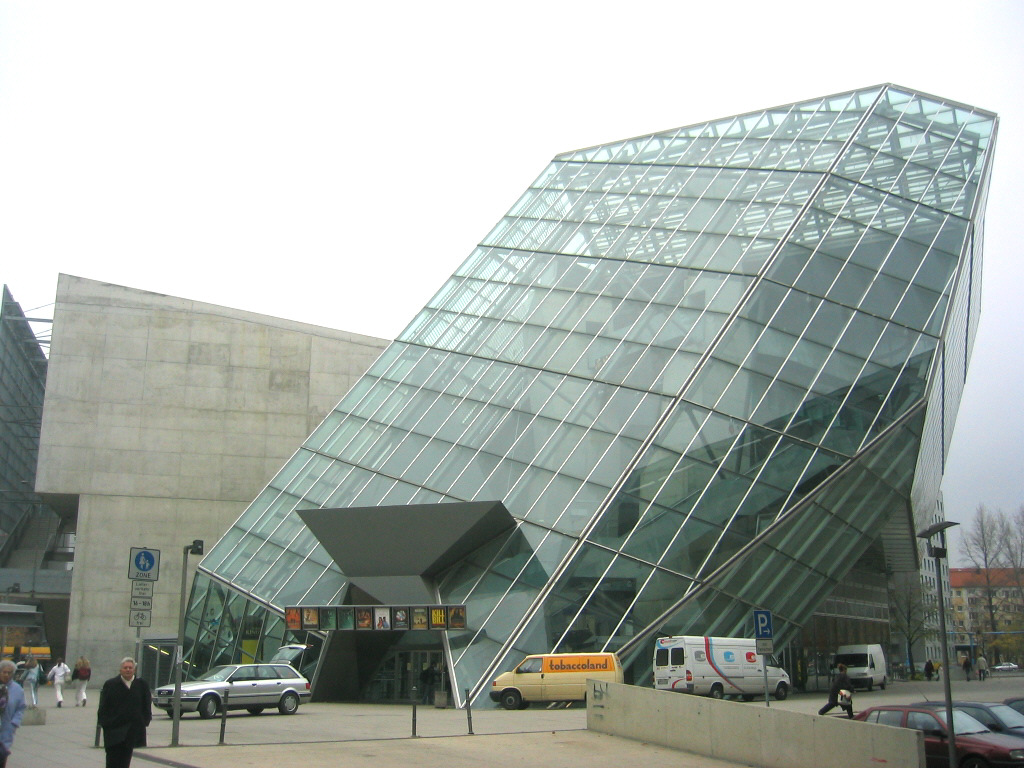
Cineplex Kristallpalast (aus Richtung Prager Straße gesehen)

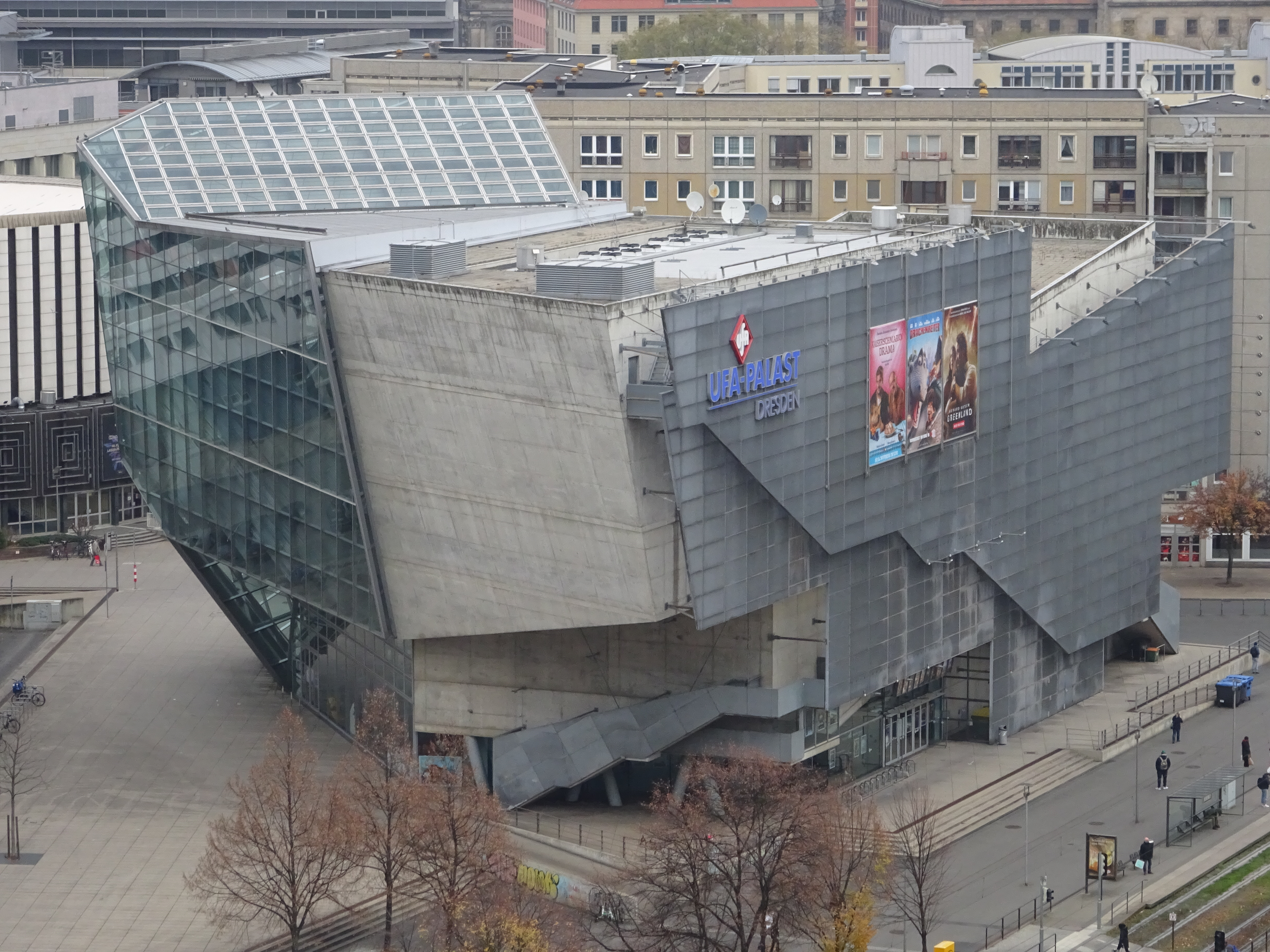
Front zur St. Petersburger Straße

Der Cineplex Kristallpalast ist ein Kinobau in der Innenstadt von Dresden. Er befindet sich zwischen der Prager Straße und der St. Petersburger Straße neben dem Rundkino.
Das Kino wurde am 26. März 1998 mit dem Namen UFA-Kristallpalast eröffnet und hat 2.668 Sitzplätze in acht Kinosälen, die über die fünf Etagen verteilt sind. Seit dem 20. Februar 2025 wird der Kristallpalast von Cineplex geführt.

## Architektur
Der Entwurf für das Gebäude entstand 1996 im Wiener Architekturbüro Coop Himmelb(l)au. Das Gebäude steht als Beispiel des Dekonstruktivismus in Kontrast zu den umliegenden Plattenbauten, die zu DDR-Zeiten entstanden. Die Fassade bildet in sich einen Gegensatz zwischen Beton- und Glasarchitektur. 
Durch den gläsernen Teil der Außenumkleidung, der von einem Stahlskelett gehalten wird, entsteht eine kristalline Struktur, die für das Gebäude namensgebend ist. Der Glasanbau ist rund 30 Meter hoch und hat große geneigte Fassadenflächen. 